# Super Dragon Ball Heroes
Super Dragon Ball Heroes (スーパードラゴンボールヒーローズ, Sūpā Doragon Bōru Hīrōzu) est un manga et une série ONA japonaise servant de spin-off à la franchise Dragon Ball d'Akira Toriyama.   
Le manga écrit et dessiné par Yoshitaka Nagayama est publié d'août 2016 à octobre 2024 dans le magazine bimestriel et mensuel Saikyō Jump. La série animée produite par Toei Animation est diffusée du 1er juillet 2018 au 8 août 2024. Il s'agit d'adaptations libres du jeu de même nom.
La série est composée de cinq arcs narratif appelés "Missions". Là où la première partie du manga n'avait pas prétention de faire partie de quelconques continuités au manga original, c'est à partir du second arc "Univers Mission" (premier arc en anime) qu'il est décidé que la série servirait de suite à Dragon Ball Super.[réf. nécessaire]

## Histoire

### Prologue
L'histoire de Super Dragon Ball Heroes est une histoire parallèle. Historiquement, elle se situe après Dragon Ball Super. On retrouve des éléments de Dragon Ball GT comme le Super Saiyan 4 et certaines autres incohérences liées aux précédents évènements de Dragon Ball Super et Z.

### Synopsis
Son Goku et Vegeta, qui s’entraînent sur la Planète de Beerus, sont prévenus par Fû que Trunks (du futur) est revenu, mais qu’il a été capturé puis enfermé sur la Planète Prison. Ils partent donc avec Maï sur cette fameuse planète pour le délivrer.

## Fiche technique
- Titre original : スーパードラゴンボールヒーローズ (Sūpā Doragon Bōru Hīrōzu)
- Titre international : Super Dragon Ball Heroes
- Scénario : Yūki Kadota (#1–19) et Yoshiyuki Suzuki (#20–56) (d'après le manga du même nom de Yoshitaka Nagayama)
- Character designer : Tadayoshi Yamamuro
- Production : Hiroyuki Sakurada
- Studio d’animation : Toei Animation
- Sociétés de production : Toei Animation et Bandai
- Pays d'origine :  Japon
- Langue originale : japonaise
- Genre : Aventure, fantastique
- Durée : 9 minutes
- Nombre d'épisodes, licence et date de première diffusion :

 version japonaise : 56, licence Bandai, 1er juillet 2018 - 8 août 2024

## Diffusion
Au Japon, la série est mise en ligne depuis le 1er juillet 2018 sur la chaîne YouTube officielle de Dragon Ball Heroes ainsi que sur le site officiel de l'anime.
Le premier épisode a été diffusé en avant-première au centre commercial AEON Lake Town dans la préfecture de Saitama (Koshigaya) à l’occasion du « Super Dragon Ball Heroes Universe Tour 2018 », le tournoi compétitif national du jeu. Certains épisodes sont diffusés à l'occasion d'événements spéciaux, comme le deuxième épisode lors de l’événement Jump Victory Carnival 2018 à Tokyo, le cinquième à l'occasion du huitième anniversaire du jeu, le sixième lors de la Jump Festa 2019 ou encore le huitième durant la finale du tournoi "Super Heroes".

## Liste des épisodes

### Universe Mission

#### ArcPlanète Prison
Diffusé au Japon du 1er juillet 2018 au 22 décembre 2018, il contient 6 épisodes.
| № Global | № Arc | Titre français traduit du japonais Titre original japonais | Réalisation      | Scénario         | Diffusion originale |
| -------- | ----- | --- | ---------------- | ---------------- | ------------------- |
| 1        | 1     | "Goku vs Goku ! Un super combat commence sur la planète Prison !" "Gokū bāsasu Gokū! Kangoku wakusei de chōzetsu batoru kaimaku!" (悟空VS悟空！監獄惑星で超絶バトル開幕！) | Ryō Nanba        | Atsuhiro Tomioka | 1er juillet 2018    |
| 2        | 2     | "Le déchaînement de Goku ! Le Saiyan maléfique en furie !!" "Bōsō shita Gokū! Aku no Saiya-jin ō abare!!" (暴走した悟空！悪のサイヤ人大暴れ！！)                           | Yui Komatsu      | Atsuhiro Tomioka | 16 juillet 2018     |
| 3        | 3     | "La puissance radiante ! Vegetto Blue Kaioken explose !" "Saikyō no kagayaki! Bejitto burū kaiōken sakuretsu!" (最強の輝き！ベジットブルー界王拳炸裂！)                    | Maya Asakura     | Atsuhiro Tomioka | 6 septembre 2018    |
| 4        | 4     | "Rage ! Super Fû entre en scène !" "Gekikō! Sūpā Fyū tōjō!" (激昂！超フュー登場！)                                                                                         | Kana Shinohara   | Atsuhiro Tomioka | 27 septembre 2018   |
| 5        | 5     | "Le plus puissant guerrier ! Vegetto Super Saiyan 4 !!" "Saikyō no senshi! Sūpā Saiya-jin fō Bejitto!!" (最強の戦士！超サイヤ人4ベジット！！)                              | Yamazaki Kyōsuke | Atsuhiro Tomioka | 28 octobre 2018     |
| 6        | 6     | "Je vais en finir !! Activation ! Ultra Instinct !" "Ora ga keri o tsukeru!! Hatsudō! Migatte no gokui!" (オラがケリをつける！！発動！身勝手の極意！)                      | Yui Komatsu      | Atsuhiro Tomioka | 22 décembre 2018    |

#### ArcConflit Universel
Diffusé au Japon du 10 janvier 2019 au 9 janvier 2020, il contient 13 épisodes.
| № Global | № Arc | Titre français traduit du japonais Titre original japonais | Réalisation        | Scénario         | Diffusion originale |
| -------- | ----- | --- | ------------------ | ---------------- | ------------------- |
| 7        | 1     | "Zamasu a ressuscité !? Lever de rideau sur l'arc Conflit Universel !" "Zamasu ga fukkatsu!?" Uchū sōran-hen kaimaku! (ザマスが 復活！？宇宙争乱編開幕！)                               | Tadayoshi Yamamuro | Atsuhiro Tomioka | 10 janvier 2019     |
| 8        | 2     | "La plus forte et pire invasion de guerriers ! La destruction de l'univers 6 !" "Saikyō saiaku no senshi shūrai! Kaimetsu suru dai roku uchū!" (最強最悪の戦士襲来！壊滅する第6宇宙！)  | Kazuya Karasawa    | Atsuhiro Tomioka | 24 février 2019     |
| 9        | 3     | "La résurrection de Goku !! Choc entre le plus fort et le plus fort !" "Gokū fukkatsu!! Shōtotsu suru saikyō to saikyō!" (悟空復活！！衝突する最強と最強！)                             | Takao Kiriyama     | Atsuhiro Tomioka | 7 mars 2019         |
| 10       | 4     | "Riposte ! Attaque féroce ! Goku et Vegeta !" "Hangeki! Mōkō! Gokū to Bejīta!" (反撃！猛攻！悟空とベジータ！)                                                                           | Takao Kiriyama     | Atsuhiro Tomioka | 18 avril 2019       |
| 11       | 5     | "Féroce combat ! Le sommet de la bataille décisive de l'univers 11 !" "Gekitō! Dai jūichi uchū chōjō kessen!" (激闘！第11宇宙頂上決戦！)                                                | Takao Kiriyama     | Atsuhiro Tomioka | 9 mai 2019          |
| 12       | 6     | "Rassemblement de super guerriers ! La bataille décisive de l’univers 7 !" "Chō senshi shūketsu! Kessen no dai nana uchū!" (超戦士集結！決戦の第7宇宙！)                                | Yui Komatsu        | Atsuhiro Tomioka | 22 juin 2019        |
| 13       | 7     | "Super Hearts rejoint le combat ! Une bataille grande ouverte à faire trembler la terre !" "Sūpā Hātsu sansen! Daichi yurugasu zenkai batoru!" (超ハーツ参戦！大地揺るがす全開バトル！) | Yui Komatsu        | Atsuhiro Tomioka | 11 juillet 2019     |
| 14       | 8     | "La menace de la graine de l'univers ! Kamioren se déchaîne !!" "Uchū no tane no kyōi! Kamioren bōsō!!" (宇宙の種の脅威！カミオレン暴走！！)                                            | Takao Kiriyama     | Atsuhiro Tomioka | 28 juillet 2019     |
| 15       | 9     | "Envoyons valser Kamioren ! Écrasement ! Ultra Instinct !" "Buttobe Kamioren! Attō! Migatte no gokui!" (ぶっとべカミオレン！圧倒！身勝手の極意！)                                       | Takao Kiriyama     | Atsuhiro Tomioka | 5 septembre 2019    |
| 16       | 10    | "Zamasu vs univers 7 ! La fin des ambitions !" "Zamasu bāsasu dai nana uchū! Yabō no ketsumatsu!" (ザマスVS第7宇宙！野望の結末！)                                                       | Takao Kiriyama     | Atsuhiro Tomioka | 10 octobre 2019     |
| 17       | 11    | "L'ultime tueur de dieux ! Naissance de Hearts !" "Kyūkyoku no kamigoroshi! Hātsu tanjō!" (究極の神殺し！ハーツ誕生！)                                                                  | Takao Kiriyama     | Atsuhiro Tomioka | 27 octobre 2019     |
| 18       | 12    | "Super bataille décisive ! Gogeta vs Hearts !" "Chō kessen! Gojīta bāsasu Hātsu!" (超決戦！ゴジータVSハーツ！)                                                                          | Takao Iwai         | Atsuhiro Tomioka | 21 décembre 2019    |
| 19       | 13    | "Conclusion totale ! Résultat du Conflit Universel !" "Kanzen ketchaku! Uchū sōran no yukue!" (完全決着！宇宙争乱のゆくえ！)                                                            | Takao Iwai         | Atsuhiro Tomioka | 9 janvier 2020      |

#### ArcSpécial I
Diffusé au Japon le 23 février 2020, il contient 1 épisode.
| № Global | № Arc | Titre français traduit du japonais Titre original japonais                                                                                   | Réalisation | Scénario         | Diffusion originale |
| -------- | ----- | --- | ----------- | ---------------- | ------------------- |
| 20       | 1     | "Bataille décisive ! La patrouille du temps vs le roi des ténèbres" "Kessen! Taimu patorōru buiesu ankokuō" (決戦！タイムパトロールVS暗黒王) | Takao Iwai  | Atsuhiro Tomioka | 23 février 2020     |

### Big Bang Mission

#### ArcCréation de l'Univers
Diffusé au Japon du 5 mars 2020 au 25 octobre 2020, il contient 8 épisodes.
| № Global | № Arc | Titre français traduit du japonais Titre original japonais | Réalisation    | Scénario         | Diffusion originale |
| -------- | ----- | --- | -------------- | ---------------- | ------------------- |
| 21       | 1     | "Invasion des Dieux de la destruction ! Le commencement d'une nouvelle bataille !" "Hakaishin shūrai! Aratanaru tatakai no makuake!" (破壊神襲来！新たなる戦いの幕開け！)                              | Masanori Satō  | Atsuhiro Tomioka | 5 mars 2020         |
| 22       | 2     | "Le plan de Fû ! La menace du terrible Arbre Univers !" "Fyū no keikaku! Osorubeki uchūju no kyōi!" (フューの計画！恐るべき宇宙樹の脅威！)                                                             | Masanori Satō  | Atsuhiro Tomioka | 9 avril 2020        |
| 23       | 3     | "Revanche de puissants ennemis ! Thales et Bojack !" "Kyōteki saisen! Tāresu to Bōjakku!" (強敵再戦！ターレスとボージャック！)                                                                         | Masanori Satō  | Atsuhiro Tomioka | 22 mai 2020         |
| 24       | 4     | "Une ombre rampante ! L'homme mystérieux Dr. W !" "Shinobiyoru kage! Nazo no otoko Dokutā Daburyū!" (忍び寄る影！謎の男Dr.ダブリュー！)                                                                | Masanori Satō  | Atsuhiro Tomioka | 30 juin 2020        |
| 25       | 5     | "Grande bataille décisive en enfer ! Un nouveau Janemba !" "Jigoku dai kessen! Aratanaru Janenba!" (地獄大決戦！新たなるジャネンバ！)                                                                  | Masanori Satō  | Atsuhiro Tomioka | 30 juillet 2020     |
| 26       | 6     | "Le poing du dragon explose ! Super pleine puissance Saiyan 4 : Dépassement des limites !" "Ryūken sakuretsu! Chō furu pawā Saiya-jin fō: genkai toppa!" (龍拳炸裂！超フルパワーサイヤ人4・限界突破！) | Masanori Satō  | Atsuhiro Tomioka | 27 août 2020        |
| 27       | 7     | "Terreur déchaînée ! Le retour de l'aura maléfique !" "Bōsō no kyōfu! Aku no ōra futatabi!" (暴走の恐怖！悪のオーラ再び！)                                                                             | Wataru Matsumi | Atsuhiro Tomioka | 30 septembre 2020   |
| 28       | 8     | "Féroce combat dans la faille temporelle ! Vegetto vs Super Fû" "Toki no hazama no gekitō! Bejitto bāsasu Sūpā Fyū" (時の狭間の激闘！ベジットVS超フュー)                                               | Non attribué   | Atsuhiro Tomioka | 25 octobre 2020     |

#### ArcSpécial II
Diffusé au Japon depuis le 15 novembre 2020, il contient 12 épisodes.
| № Global | № Arc | Titre français traduit du japonais Titre original japonais | Réalisation       | Scénario         | Diffusion originale |
| -------- | ----- | --- | ----------------- | ---------------- | ------------------- |
| 29       | 1     | "En avant vers le champ de bataille Dragon Ball Heroes" "Tatakai no basho e tsukisusume Doragon Bōru Hīrōzu" (戦いの場所へ突き進め ドラゴンボールヒーローズ)                                                                 | Wataru Matsumi    | Atsuhiro Tomioka | 15 novembre 2020    |
| 30       | 2     | "Résurrection du mal. Naissance du roi des ténèbres Fû" "Yomigaeru jaaku ankokuō Fyū tanjō!" (蘇る邪悪 暗黒王フュー誕生！)                                                                                                   | À déterminer      | À déterminer     | 20 décembre 2020    |
| 31       | 3     | "Limites transcendées du Mal Absolu ! Le retour de Broly !" "Saikyō no Genkai Toppa! Burorī Fukkatsu!" (最凶の限界突破！ブロリー復活！)                                                                                      | Wataru Matsumi    | Atsuhiro Tomioka | 20 janvier 2021     |
| 32       | 4     | "Au delà de la création de l'Univers, la naissance d'un nouveau monde !" "Uchū Sōsei no Yukue Arata Naru Sekai no Tanjō!" (宇宙創成のゆくえ 新たなる世界の誕生！)                                                            | Keitarō Nakashima | Atsuhiro Tomioka | 25 février 2021     |
| 33       | 5     | "Nouvelle guerre spatio-temporelle ! La bataille féroce ultime commence !" "Shin-jikū Taisen! Kyūkyoku no Gekitō Kaimaku" (新時空大戦！究極の激闘開幕！)                                                                     | Yashiro Nomiya    | Atsuhiro Tomioka | 17 mars 2021        |
| 34       | 6     | "Le guerrier en noir apparaît ! Une nouvelle aventure commence !" "Kokui no Senshi Arawaru! Arata Naru Bōken Sutāto!" (黒衣の戦士現る！新たなる冒険スタート！)                                                               | Wataru Matsumi    | Atsuhiro Tomioka | 15 avril 2021       |
| 35       | 7     | "La fierté de la race des guerriers ! Vegeta, réveil !!" "Sentō Minzoku no Hokori! Bejīta, Kakusei!!" (戦闘民族の誇り！ベジータ、覚醒！！)                                                                                   | Yashiro Nomiya    | Atsuhiro Tomioka | 9 mai 2021          |
| 36       | 8     | "Super Saiyan Rosé VS Ultra Instinct ! Une grande bataille qui fait trembler la planète !!" "Sūpā Saiya-jin Roze Bāsasu Migatte no Gokui! Wakusei Gekishin no Dai Kettō!" (超サイヤ人ロゼVS身勝手の極意！惑星激震の大決闘！) | Akihiro Nakamura  | Atsuhiro Tomioka | 20 juin 2021        |
| 37       | 9     | "Guerrier en noir contre Goku Black ! L'intrigue sombre devient claire !" "Kokui no Senshi Bāsasu Gokū Burakku! Akiraka ni Naru Yami no Takurami!" (黒衣の戦士VSゴクウブラック！明らかになる闇の企み！)                      | Keitarō Nakashima | Atsuhiro Tomioka | 11 juillet 2021     |
| 38       | 10    | "La bataille finale dans un faux univers ! Choc du bleu et de l'écarlate" "Uchū Modoki no Saishū Kessen! Gekitotsu Suru Ao to Aka" (宇宙モドキの最終決戦！激突する蒼と紅)                                                    | Keitarō Nakashima | Atsuhiro Tomioka | 15 septembre 2021   |
| 39       | 11    | "La menace d'obstruction de Fu ! Naissance du combo le plus puissant miraculeux !" "Tachihadakaru Fyū no Kyōi! Kiseki no Saikyō Konbi Tanjō!" (立ちはだかるフューの脅威！奇跡の最強コンビ誕生！)                             | Wataru Matsumi    | Atsuhiro Tomioka | 24 octobre 2021     |
| 40       | 12    | "La dernière pleine puissance ! Une bataille féroce pour l'avenir, enfin réglée !" "Saigo no Furu Pawā! Mirai o Kaketa Gekitō, Tsui ni Ketchaku!" (最後のフルパワー！ 未来をかけた激闘、遂に決着！)                          | Yasushi Murayama  | Atsuhiro Tomioka | 18 décembre 2021    |

### Ultra God Mission

#### ArcKaio Shin du Temps
Diffusé au Japon du 23 février 2022, il contient 10 épisodes.
| № Global | № Arc | Titre français traduit du japonais Titre original japonais | Réalisation      | Scénario         | Diffusion originale |
| -------- | ----- | --- | ---------------- | ---------------- | ------------------- |
| 41       | 1     | "Un plan en mouvement - Les guerriers les plus puissants de l'espace-temps se rassemblent !" Ugokidashita Keikaku - Jikū o Koeta Saikyō Senshi Shūketsu! (動き出した計画 時空を超えた最強戦士集結！)             | Yasushi Murayama | Atsuhiro Tomioka | 23 février 2022     |
| 42       | 2     | "Bataille féroce dans le Super Tournoi Espace-Temps ! Les guerriers en noir envahissent !" Gekitō no Chō Jikū Tōnamento! Shūrai Suru Kokui no Senshi-tachi! (激闘の超時空トーナメント！襲来する黒衣の戦士たち！) | Yasushi Murayama | Atsuhiro Tomioka | 31 mars 2022        |
| 43       | 3     | "Bataille féroce à travers le temps ! La menace des guerriers en noir !!" Toki o Koeta Gekitō! Kokui no Senshi-tachi no Kyōi! (時を超えた激闘！黒衣の戦士たちの脅威！)                                           | Yasushi Murayama | Atsuhiro Tomioka | 30 juin 2022        |
| 44       | 4     | "Goku contre le Guerrier en noir ! Le résultat de chaque bataille !" Gokū Bāsasu Kokui no Senshi! Sorezore no Tatakai no Yukue! (悟空VS黒衣の戦士！それぞれの戦いの行方！)                                       | Yasushi Murayama | Atsuhiro Tomioka | 1er septembre 2022  |
| 45       | 5     | "Bataille décisive dans le royaume divin ! Le pouvoir du temps approche !" Shin Jigen no Kessen! Semarikuru Toki no Chikara! (神次元の決戦！迫りくる時の力！)                                                    | Yasushi Murayama | Atsuhiro Tomioka | 23 octobre 2022     |
| 46       | 6     | "Le nouveau roi des ténèbres envahit ! La terrifiante bataille décisive commence !" Arata Naru Ankokuō Shūrai! Kyōfu no Kessen Kaimaku! (新たなる暗黒王襲来！恐怖の決戦開幕！)                                   | Yasushi Murayama | Atsuhiro Tomioka | 17 décembre 2022    |
| 47       | 7     | "La main maléfique du roi des ténèbres Domigra - Une super bataille spatio-temporelle turbulente !" Ankokuō Domigura no Ma no Te - Gekidō no Chō Jikū Batoru! (暗黒王ドミグラの魔の手 激動の超時空バトル！)      | Yasushi Murayama | Atsuhiro Tomioka | 12 février 2023     |
| 48       | 8     | "Un lien à travers l'espace-temps ! Le poing de la justice qui écrase le mal !" Jikū o Koeta Kessoku! Aku o Uchikudaku Seigi no Kobushi! (時空を超えた結束！悪を打ち砕く正義の拳！)                              |                  |                  | 13 avril 2023       |
| 49       | 9     | "Le pouvoir le plus puissant contre le plus meurtrier ! Libérez la puissance au-delà des limites !" Saikyō bāsasu Saikyō! Genkai o Koeta Chikara o Tokihanate! (最強ＶＳ最凶！限界を超えた力を解き放て！)        |                  |                  | 10 juin 2023        |
| 50       | 10    | "Une lumière d'espoir qui ne s'effacera pas ! Et un combat miracle !" Zetsubō o Keshi Saru Kibō no Hikari Soshite Kiseki no Kettō e! (絶望を消し去る希望の光そして奇跡の決闘へ！)                                |                  |                  | 24 août 2023        |

### Meteor Mission

#### Arcd'invasion démoniaque
Diffusé au Japon du 22 octobre 2023, il contient 6 épisodes.
| № Global | № Arc | Titre français traduit du japonais Titre original japonais | Réalisation | Scénario | Diffusion originale |
| -------- | ----- | --- | ----------- | -------- | ------------------- |
| 51       | 1     | "La saga des envahisseurs démoniaques commence ! Une ombre noire frappe la Terre !" Ma no Shinryaku-sha-hen Kaimaku! Chikyū o Osou Kuroi Kage! (魔の侵略者編開幕！地球を襲う黒い影！) |             |          | 22 octobre 2023     |
| 52       | 2     | "La chasse aux dieux continue ! Deux batailles entrelacées !" Shinkō Suru Kamigari Karamiau Futatsu no Senkyō! (進行する神狩リ絡み合う２つの戦況！)                                   |             |          | 16 décembre 2023    |
| 53       | 3     | "La bataille sur le palais d'Ozotto ! Explosez, puissance Saiyan !" Ozotto Kyūden no Tatakai! Bakuhatsu seyo, Saiyahito Pawā! (オゾット宮殿の戦い！爆発せよ、サイヤ人パワー！)        |             |          | 18 février 2024     |
| 54       | 4     | "Explosion du poing de colère ! Combat acharné des prisonniers !" Ikari no Kobushi Sakuretsu! Toraware no Ma no Gekitō! (恐りの拳炸裂！囚われの間の激闘！)                            |             |          | 11 avril 2024       |
| 55       | 5     | "Évadez-vous du manoir Ozotto ! L'âme de Goku s'éveille !" Ozotto Yashiki Kara no Dasshutsu! Gokū no Tamashī ga Kakusei Suru! (おぞっと屋敷からの脱出！悟空の魂が覚醒する！)          |             |          | 9 juin 2024         |
| 56       | 6     | "Libérez-vous ! Une attaque totale ! Un météore argenté traverse les cieux !" Hanate! Konshin no Ichigeki! Kakenukeru Hakugin no Meteo (放て！渾身の一撃！かけ抜ける白銀の流星)       |             |          | 8 août 2024         |

## Musique
Générique de début
Épisodes 1 à 20 : Super Dragon Ball Heroes "Universe Mission Series Theme Song" (スーパードラゴンボールヒーローズ｢ユニバースミッションシリーズ テーマソング｣, Sūpā Doragon Bōru Hīrōzu "Yunibāsu Misshon Shirīzu Tēma Songu") de Dragon Soul
Épisodes 21 à 40 : Super Dragon Ball Heroes "Big Bang Mission Series Theme Song" (スーパードラゴンボールヒーローズ｢ビッグバンミッションシリーズ テーマソング｣, Sūpā Doragon Bōru Hīrōzu "Biggu Ban Misshon Shirīzu Tēma Songu") de Dragon Soul

## Doublage
| Personnages                        | Voix japonaises   |
| ---------------------------------- | ----------------- |
| Annonce de la borne d'arcade       | Masaya Takatsuka  |
| Grand Prêtre                       | Masaya Takatsuka  |
| Annonce intérieur                  | Kanae Itō         |
| Kaio Shin du Temps                 | Kanae Itō         |
| Baddack                            | Masako Nozawa     |
| Saiyan masqué                      | Masako Nozawa     |
| Son Gohan                          | Masako Nozawa     |
| Son Gohan : Xeno                   | Masako Nozawa     |
| Son Goku                           | Masako Nozawa     |
| Son Goku : Xeno                    | Masako Nozawa     |
| Son Goten : Xeno                   | Masako Nozawa     |
| Thalès                             | Masako Nozawa     |
| Beerus                             | Kōichi Yamadera   |
| Bojack                             | Tesshō Genda      |
| Janemba                            | Tesshō Genda      |
| Broly                              | Bin Shimada       |
| Cabba                              | Daisuke Kishio    |
| Caulifla                           | Yuka Komatsu      |
| Champa                             | Mitsuo Iwata      |
| Cooler                             | Ryūsei Nakao      |
| Cumber                             | Rikiya Koyama     |
| Dieu de la destruction (berserker) | Makoto Furukawa   |
| Dieu de la destruction (élite)     | Maaya Uchida      |
| Dieu de la destruction (héros)     | Daiki Yamashita   |
| Dogidogi                           | Chō               |
| Tokitoki                           | Chō               |
| Dr. W                              | Masafumi Kimura   |
| Fû                                 | Kappei Yamaguchi  |
| Fuwa                               | Yasunori Masutani |
| Hearts                             | Takehito Koyasu   |
| Hit                                | Kazuhiro Yamaji   |
| C-17                               | Shigeru Nakahara  |
| Jiren                              | Eiji Hanawa       |
| Kaio Shin                          | Shin'ichirō Ōta   |
| Kale                               | Yukana            |
| Kamin                              | Minami Tsuda      |
| Putin                              | Minami Tsuda      |
| Krilin                             | Mayumi Tanaka     |
| Mai                                | Eiko Yamada       |
| Mechikabura                        | Yōji Ueda         |
| Mira                               | Hiroki Takahashi  |
| Narration                          | Naoki Tatsuta     |
| Oren                               | Yūta Kasuya       |
| Pan : Xeno                         | Yūko Minaguchi    |
| Piccolo                            | Toshio Furukawa   |
| Quitela                            | Yūsuke Numata     |
| Rags                               | Shino Shimoji     |
| Saiya femelle héros (fille)        | Yuki Matsuoka     |
| Saiya mâle héros (garçon)          | Miyu Irino        |
| Salsa                              | Kazuya Nakai      |
| Toppo                              | Kenji Nomura      |
| Towa                               | Masako Katsuki    |
| Trunks                             | Takeshi Kusao     |
| Trunks : Xeno                      | Takeshi Kusao     |
| Vegeta                             | Ryō Horikawa      |
| Vegeta : Xeno                      | Ryō Horikawa      |
| Whis                               | Masakazu Morita   |
| Zamasu                             | Shin'ichirō Miki  |
| Zeno                               | Satomi Kōrogi     |